# Alojz Kodre
Alojzij Franc »Alojz« Kodre [alójzij fránc álojz- kodrè], slovenski fizik in prevajalec, * 22. februar 1944, Beljak, Avstrija.
Kodre je kot profesor na Fakulteti za matematiko in fiziko v Ljubljani predaval matematično fiziko in modelsko analizo. Predmet matematična fizika je prevzel od Ivana Kuščerja, ki je na ljubljanski univerzi prvi predaval s tega področja. Kodre se ukvarja s fiziko atomov (notranje lupine), spektroskopijo nizkih energij in raziskuje pojave pri ekscitaciji s sinhrotronsko svetlobo. Po upokojitvi mu je bil podeljen naslov zaslužni profesorjev Univerze v Ljubljani (2013), dobil pa je tudi Nagrado Roberta Blinca za življenjsko delo (2022).    
V slovenščino je med drugim prevedel več angleških in ameriških ZF-del Douglasa Adamsa (Štoparski vodnik po Galaksiji /1988/, Restavracija ob koncu Vesolja /1988/, O življenju, vesolju in sploh vsem /1989/, Zbogom in hvala za vse ribe /2000/, Pretežno neškodljiva /1993/, Losos dvoma : še zadnja štoparija po galaksiji /2002/), Raya Bradburyja (Marsovske kronike /1980/), Roberta Ansona Heinleina (Vrata v poletje /1976/), Freda Hoyla (Peti planet /1972/) in drugih.
Kodre je navdihnil pesem Marka Breclja Alojz valček, ki opeva Alojza Podreta, mojstra za »mafijo« (matematično fiziko).

## Izbrana dela
- skupaj z Ivanom Kuščerjem, Matematika v fiziki in tehniki, Matematika – fizika : zbirka univerzitetnih učbenikov in monografij 36, Ljubljana, DMFA – založništvo, 1994, 2006, ISBN 961-212-033-1 (COBISS)